# Erinnerungsmedaille an die Befreiung Siebenbürgens

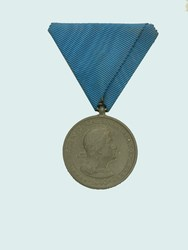
Die Siebenburgische Erinnerungsmedaille

Die Erinnerungsmedaille an die Befreiung Siebenbürgens (hu. Erdélyi Emlékérem) wurde am 1. Oktober 1940 durch den ungarischen Reichsverweser und Staatsoberhaupt Miklós Horthy als Erinnerung an die Rückgewinnung eines Teils Siebenbürgens gestiftet und konnte an alle Beteiligten der ungarischen Streitkräfte verliehen werden, die an der Besetzung des Gebiets teilgenommen hatten. Sie war ihrem Stiftungsdatum nach die zweite von drei Erinnerungsmedaillen, die aus Anlass der ungarischen Gebietsvergrößerung gestiftet worden war.

## Aussehen
Die Medaille ist mattgrau und zeigt mittig auf ihrer Vorderseite das Seitenrelief des ungarischen Königs Matthias Corvinus, welcher in Siebenbürgen am 23. Februar 1443 geboren wurde. Sein Relief trägt dabei die Umschrift ERDÉLYI.RÉSZEK.FELSZABADULÁSÁNAK.EMLÉKÉRE 1940 (Zur Erinnerung an die Befreiung von Teilen Siebenbürgens).
Im Revers das historische Wappenschild Siebenbürgens mit der Umschrift VITÉZ. NAGYBÁNYAI. HORTHY. MIKLÓS. KORMÁNYZÓ. ORSZÁGLÁSÁNAK. XX. ÉVÉBEN (Im 20. Jahr der Regentschaft des Ritters Nikolaus Horthy von Nagybánya) sowie daran anschließend MÁTYÁS. KIRÁLY. SZÜLETÉSÉNEK. 500. ÉVFORDULÓJÁN (Zum 500. Geburtstag von König Matthias)

## Trageweise
Getragen wurde die Medaille an der linken Brustseite an einem 39 mm breiten blauen Ordensband.